# Crédit Agricole
Il Gruppo Crédit Agricole è un istituto bancario cooperativo francese, fondato nel 1894. È costituito da una rete di Casse locali e regionali e da Crédit Agricole S.A., la società che coordina le strategie del Gruppo.
Conta 52 milioni di clienti, ed è presente in 49 Paesi. È la prima banca in Europa per ricavi nel retail banking, la terza in Francia per capitalizzazione di mercato.
Dal 2001 Crédit Agricole è quotata presso la Borsa di Parigi, nell’indice principale CAC 40.

## Storia

### Le origini
La storia del Crédit Agricole risale alla fine del XIX secolo, ad una legge del 1884 che permetteva la libera associazione professionale, che tra l'altro autorizzava la formazione di unioni di contadini e la creazione di casse mutue locali. La nascita di Crédit Agricole si inserisce nel quadro delle prime casse di credito legate al mondo agricolo, promosse in Francia durante la seconda metà dell’Ottocento. La prima cassa aprì nel 1885 a Salins-les-Bains, nel dipartimento del Giura. L’edificio ospita oggi un museo dedicato al modello cooperativo, gestito dalla Fondazione Maison de Salins. Questa istituzione è stata la prima del suo genere in Francia.
La fondazione di Crédit Agricole fu però sancita ufficialmente con la legge del 5 novembre 1894 sullo statuto delle casse mutualistiche locali, fortemente voluta dal futuro primo ministro Jules Méline. I primi casse furono la creazione di eliti locali composte da agronomi, professori e proprietari, mentre gli agricoltori erano ancora in minoranza. Negli anni successivi l’intervento dello Stato crebbe, fino all’istituzione, nel 1899, delle Casse regionali, che ancora oggi costituiscono il secondo livello (al di sopra delle Casse locali) della struttura di Crédit Agricole.

### Il Novecento
A completamento di tale organizzazione piramidale fu istituito, nel 1920, un ente pubblico centrale, l’Office Nationale du Crédit Agricole, poi rinominato Caisse Nationale de Crédit Agricole (CNCA).
Dopo essere diventato finanziariamente autonomo nel 1966, nel 1988 l’istituto, rilevato dalle stesse Casse regionali, acquisì la completa indipendenza dallo Stato. Con questa rilevazione, la CNCA assunse l’attuale forma di società anonima di capitali e il nome di Crédit Agricole S.A.
Negli anni successivi, Crédit Agricole S.A. estende le proprie attività oltre l’ambito del credito agricolo: nel 1996 acquisisce Indosuez, marchio specializzato nel wealth management, e in seguito Sofinco e Finaref, istituti di credito al consumo poi fusi nel 2010.

### XXI secolo
Nel 2001 Crédit Agricole si quota presso la Borsa di Parigi.
Nel 2003 il Gruppo acquisisce il controllo di Crédit Lyonnais, una delle principali banche francesi.
Nel 2010 Crédit Agricole, insieme a Société Generale, dà vita ad Amundi, tra i principali gestori di risparmio in Europa.

## Organizzazione
Il Gruppo presenta una struttura piramidale a tre livelli:
- una rete di 2 447 Casse locali;
- 39 casse regionali che, attraverso la holding SAS Rue de la Boétie, detengono la quota maggioritaria di Crédit Agricole S.A.;
- Crédit Agricole S.A.

Al fine di alleggerire e semplificare tale complessa struttura, nel 2015 è stato varato il progetto “Eureka” che ha sancito, tra le altre misure, la cessione da parte di Crédit Agricole S.A. della propria quota (25%) delle Casse regionali, per un importo di 18 miliardi di euro.

## Crédit Agricole in Italia
Crédit Agricole opera in Italia attraverso il Gruppo Bancario Crédit Agricole Italia e gli altri marchi del Gruppo attivi in diversi segmenti di mercato.
Il Gruppo Bancario Crédit Agricole Italia attualmente è il settimo in Italia per masse amministrate, presente in undici regioni con più di 10 000 dipendenti e oltre 2 milioni di clienti.

### L'espansione
Nel 2007, Crédit Agricole assume il controllo di Cariparma e FriulAdria, cedute da Banca Intesa per motivi di antitrust in seguito alla fusione con Sanpaolo IMI.
Nel 2010 Crédit Agricole acquisisce da Intesa Sanpaolo anche l’80% della Cassa di Risparmio della Spezia, insieme a 96 filiali.
Nel 2016, nell’ambito dell’operazione di rebranding promossa dal Gruppo, nasce il Gruppo Bancario Crédit Agricole Italia, che comprende Cariparma (capogruppo), Carispezia, FriulAdria, Crédit Agricole Leasing Italia, Crédit Agricole Group Solutions.
Nel 2017 Crédit Agricole Cariparma estende la propria presenza in Italia rilevando, per 130 milioni di euro, il 95% del capitale di Cassa di Risparmio di Rimini, Cassa di Risparmio di Cesena e Cassa di Risparmio di San Miniato; nel 2018 i tre istituti vengono fusi e assorbiti in Crédit Agricole Cariparma.
Sempre nel 2018 il Gruppo Bancario inaugura la nuova sede: Crédit Agricole Green Life, un centro polifunzionale di 12 000 mq a Parma.
Il 23 Novembre 2020 Credit Agricole lancia un'OPA per acquisire il 100% di Credito Valtellinese; essa si conclude con successo il 23 aprile 2021, e segna un importante rafforzamento in Italia della Banque Verte.
Nel 2022 con il 9,2% diventa il primo azionista di Banco BPM.

### Organizzazione
Crédit Agricole è presente in Italia con i servizi di:
- Banca Retail, Private e Corporate: Crédit Agricole Italia
- Corporate e Investment Banking: Crédit Agricole Corporate & Investment Bank;
- Credito al Consumo: Crédit Agricole Auto Bank , Agos controllata dal Crédit Agricole Consumer Finance;
- Leasing e Factoring: Crédit Agricole Leasing e Crédit Agricole Factoring;
- Asset Management e Asset Services: Amundi, CACEIS; Lyxor Asset Management
- Assicurazioni: Crédit Agricole Vita, Crédit Agricole Assicurazioni, Crédit Agricole Creditor Insurance;
- Wealth Management: Crédit Agricole Indosuez Wealth Management e Crédit Agricole Fiduciaria.

## Identità di marca

### Payoff[27]
- Dal 1976 al 1987: “Le bon sens près de chez vous”
- Dal 1987 al 1999: “Le bon sens en action”
- Dal 2000 al 2011: “L’imagination dans le bon sens”
- Dal 2011 al 2016: “Le bon sens a de l’avenir”
- Dal 2016: “Toute une banque pour vous”

## Azionisti
Gli azionisti di Crédit Agricole S.A. sono:
- SAS Rue La Boétie (holding delle banche regionali) - 56,6%
- Investitori istituzionali: 31,9%
- Azionisti individuali: 7,4%
- ESOP (Employee Stock Ownership Plan, Azionariato dipendenti): 3,4%
- Azioni proprie: 0,1%

## Risultati
| Anno | Fatturato (in milioni di €) | Utile netto (in milioni di €) |
| ---- | --------------------------- | ----------------------------- |
| 2017 | 32 108                      | 6 536                         |
| 2016 | 30 428                      | 4 825                         |
| 2015 | 31 836                      | 6 043                         |
| 2014 | 30 243                      | 4 920                         |

Nel 2020, l'istituto di credito ha registrato, soltanto in Italia, un utile netto pari a 334 milioni di euro. L'utile netto globale del 2019 era pari a 4 844,00 milioni di euro (tondi, +10.1% a.a.).